# 北辻良央
北辻 良央（きたつじ よしひさ、1948年 - ）は、日本の画家・彫刻家。大阪府生まれ。1972年、多摩美術大学デザイン科卒業。1994年、文化庁派遣在外研究員としてイタリアに滞在。1995年、滋賀県立陶芸の森 アーティストインレジデンス招聘。1968年より発表を始める。大阪や東京など、各地で個展やグループ展などの展覧会を開いている。

## 主なパブリックコレクション
- 国立国際美術館
- 滋賀県立近代美術館
- 和歌山県立近代美術館
- 千葉市美術館
- 高松市美術館
- 大分県立美術館
- 東京国立近代美術館
- 町田市立国際版画美術館
- 広島市現代美術館
- 豊田市美術館
- 伊丹市立美術館
- 宇都宮美術館
- 大阪中之島美術館
- 埼玉県立近代美術館
- 滋賀県立陶芸の森  陶芸美術館
- センチュリー文化財団
- あかがねミュージアム
- 兵庫県立美術館
- 広島市現代美術館
- 横浜市美術館